# سپرماهی خاردار
سپرماهی خاردار (نام علمی: Psettodes) نام یک سرده از تیره کفشک‌ماهیان تیزدندان است.